# 우류누마 습원

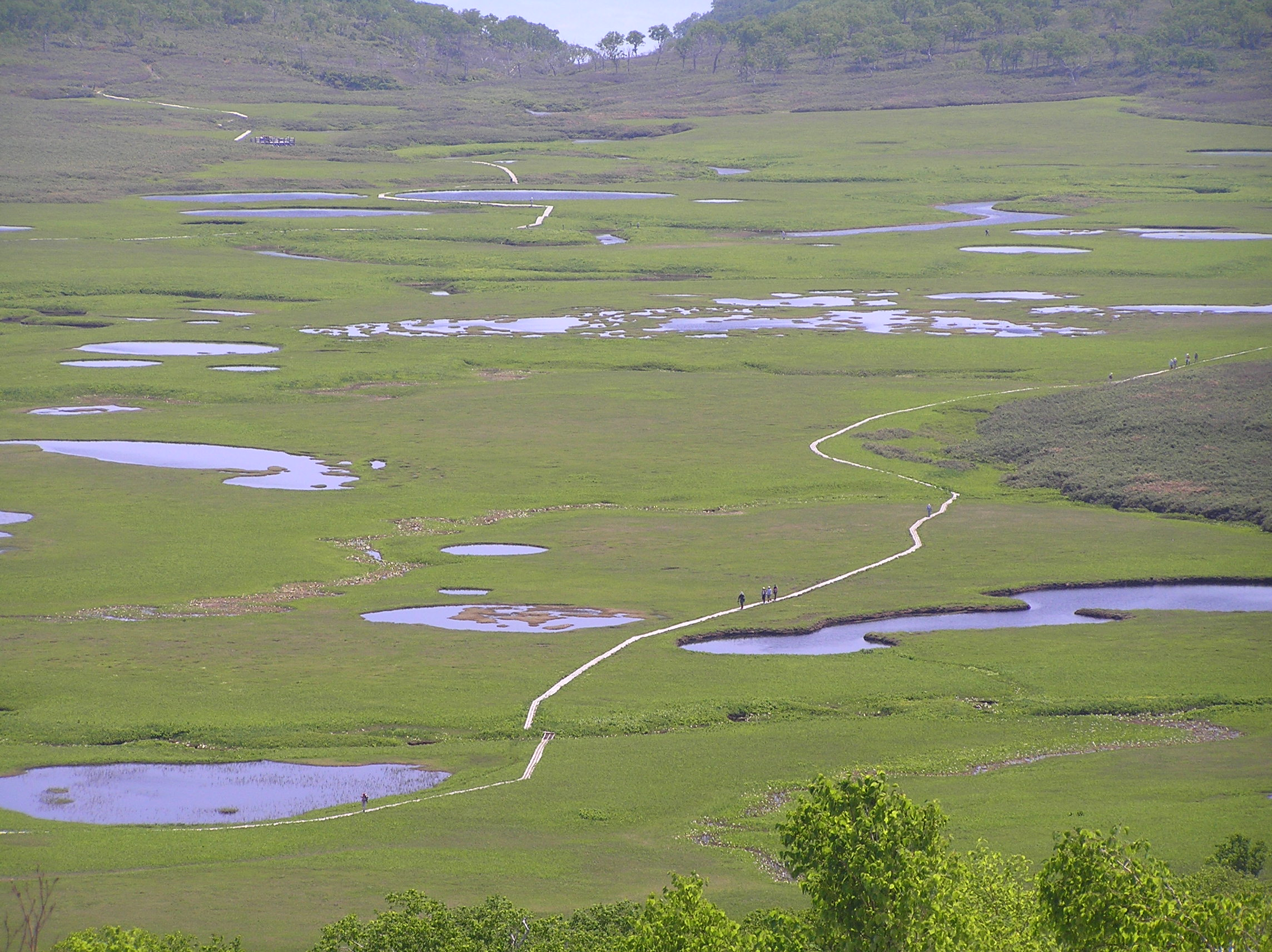
우류누마 습원

우류누마 습원(일본어: 雨竜沼湿原 우류누마시쓰겐[*])은 일본 홋카이도 소라치 종합진흥국 우류정에 있는 해발 약 850 ~ 900m의 고지대에 있는 동서 4 km, 남북 2km에 걸쳐 있는 습원이다. 면적은 100ha 남짓하다.